# Цариградско шосе (Пловдив)
Вижте пояснителната страница за други значения на Цариградско шосе.
„Цариградско шосе“ е булевард в Пловдив, което е продължение на булевард „Княгиня Мария-Луиза“ и е източната входно-изходна артерия на град Пловдив. В миналото двата булеварда са носили името „Лиляна Димитрова“
Началото му започва малко след „Полиграфия“ и свършва след Домостроителния комбинат на Пловдивското околовръстно шосе. След кръстовището с „Шести септември“ и „Освобождение“ до пътен възел „Скобелева майка“ булевардът е част от Републикански път I-8. При надлез „Скобелева майка“ булевардът се свързва с булевард „Цар Симеон“ Също там – от кръговото под надлеза – е предвидена връзка с булевард „Санкт Петербург“.

## История
Формирането на булеварда като входно-изходна артерия на Пловдив започва след Освобождението с установяване на източно-румелийските казарми в местността „Гладно поле“. Вечерта на 6 юли 1880 г. на път за Чирпан на 6 км от Пловдив (сега на булевард „Цариградско шосе“) е убита с цел грабеж Олга Скобелева, майка на генерал Скобелев и дарителка на приюти за деца останали сираци след Априлското въстание и Руско-турската освободителна война. През 1882 г. е издигат паметник на Олга Скобелева на лобното ѝ място. За изграждането му са отделени 9000 гроша.
Булевардите „Княгиня Мария-Луиза“ и „Цариградско шосе“ се превръща в модерна артерия с 2 платна с по 3 ленти на движение и 7 пешеходни подлеза в началото на 1980-те. Строителството започва през есента на 1980 г., а пусковият срок е 30 март 1983 г. Реконструкцията е с обща дължина от 4.3 км от кръстовището с булевард „Източен“ до паметника „Скобелева майка“. След „Гладно поле“ от южната страна е построено помощно улично платно до Белодробната болница, което е предназначено да обслужва предприятията, разположени в района. Строителството предвижда изграждане на надлез „Скобелева майка“ и е на обща стойност 12.8 млн. лв. 
През 2011 г. е изграден и пътен възел с околовръстно шосе на 700 м източно от надлеза „Скобелева майка“, с което булевардът е удължен.

## Автобуси
Автобусите, които минават по булеварда са №6, 21, 22, 25, 26, 36, 66 и 93. До края на 2012 г. минават и тролейбуси №5 (тролейбус изпълняван с автобуси), 14 и 19.

## Икономика
Близо до булеварда има OMV, магазин за мебели, хипермаркет „Кауфланд“, Лукойл и газостанция.